# NGC 5636
NGC 5636 (другие обозначения — UGC 9304, MCG 1-37-17, ZWG 47.62, PGC 51785) — галактика в созвездии Дева.
Этот объект входит в число перечисленных в оригинальной редакции «Нового общего каталога».